# Global Citizen – EP 1
Global Citizen - EP 1 es el décimo cuarto EP de la banda británica Coldplay, y su primer lanzamiento bajo su pseudónimo Los Unidades, lanzado el 30 de noviembre de 2018 mundialmente. Fue lanzado como parte del período previo a la actuación del grupo en el festival Global Citizen "Mandela 100", en África del sur, el 2 de diciembre de 2018. Los ingresos de este extended play van a la organización Global Citizen. El EP incluye la participación de artistas como Pharrell Williams, David Guetta y Stargate.

## Antecedentes
Coldplay registró "Los Unidades" como marca comercial a finales de 2017. Hugh Evans, CEO de Global Citizen, declaró:
"Durante cientos de años, hemos sido testigos del poder de la música para unir a las personas para impulsar el activismo y exigir un cambio...Estamos encantados de lanzar Global Citizen EP 1 con nuevas canciones de estos increíbles artistas que nos acompañan en la pelea para derrotar la pobreza extrema, y estamos extremadamente agradecidos con Dave Holmes, Parlophone Records y Atlantic Records por su asociación y apoyo dedicados mientras exigimos ver el fin de la pobreza extrema para 2030". 

## Lista de canciones
| N.º | Título     | Artistas                                                                    | Duración |  |
| 1.  | «Rise Up»  | Stargate con Nelson Mandela                                                 | 3:03     |  |
| 2.  | «E-Lo»     | Los Unidades y Pharrell Williams con Jozzy                                  | 3:34     |  |
| 3.  | «Timbuktu» | Cassper Nyovest & Los Unidades con Stormzy y Jess Kent                      | 3:44     |  |
| 4.  | «Voodoo»   | Stargate y Los Unidades con Tiwa Savage, WizKid, Danny Ocean y David Guetta | 3:57     |  |

## Créditos y personal
Los Unidades
- Chris Martin – vocalista principal, piano, guitarra acústica (pistas 2, 3 y 4)
- Jonny Buckland – guitarra eléctrica (pistas 2, 3 y 4)
- Guy Berryman – bajo eléctrico (pistas 2, 3 y 4)
- Will Champion– batería, percusión, vocales secundarias (pistas 2, 3 y 4)

Otros músicos
- Stargate (pistas 1 y 4)
- Nelson Mandela – vocales secundarias (pista 1)
- Pharrell Williams – vocales secundarias (pista 2)
- Jozzy – vocales (pista 2)
- Cassper Nyovest – vocales (pista 3)
- Stormzy – vocales (pista 3)
- Jess Kent – vocales (pista 3)
- Tiwa Savage – vocales secundarias (track 4)
- WizKid – vocales (pista 4)
- Danny Ocean – vocales (pista 4)
- David Guetta – vocales secundarias (pista 4)

Producción
- Coldplay – producción ejecutiva
- Stargate – producción
- Rik Simpson – producción
- Mike Larson – producción
- Daniel Green – producción
- Bill Rahko – producción